# Erez Tal
Erez Tal (em hebraico:  ארז טל , Tel Aviv, 27 de julho de 1961), é um apresentador de televisão israelita. Ele e Avri Guilad apresentaram o Ha-Olam Ha'Erev, transmitido de 1990 a 1993 em Aroutz 2.
Em 2009 e 2015, ele apresentou as duas primeiras temporadas de HaAH HaGadol VIP .